# Elsa Beatrice Kidson
Elsa Beatrice Kidson (Christchurch, 18 de març de 1905 - Nelson, 25 de juliol de 1979) fou una escultora i científica neozelandesa.
Va estudiar amb el seu pare Charles Kidson, també escultor i professor en el Canterbury College School of Art.